# Hermes (Verkehrsbetrieb)

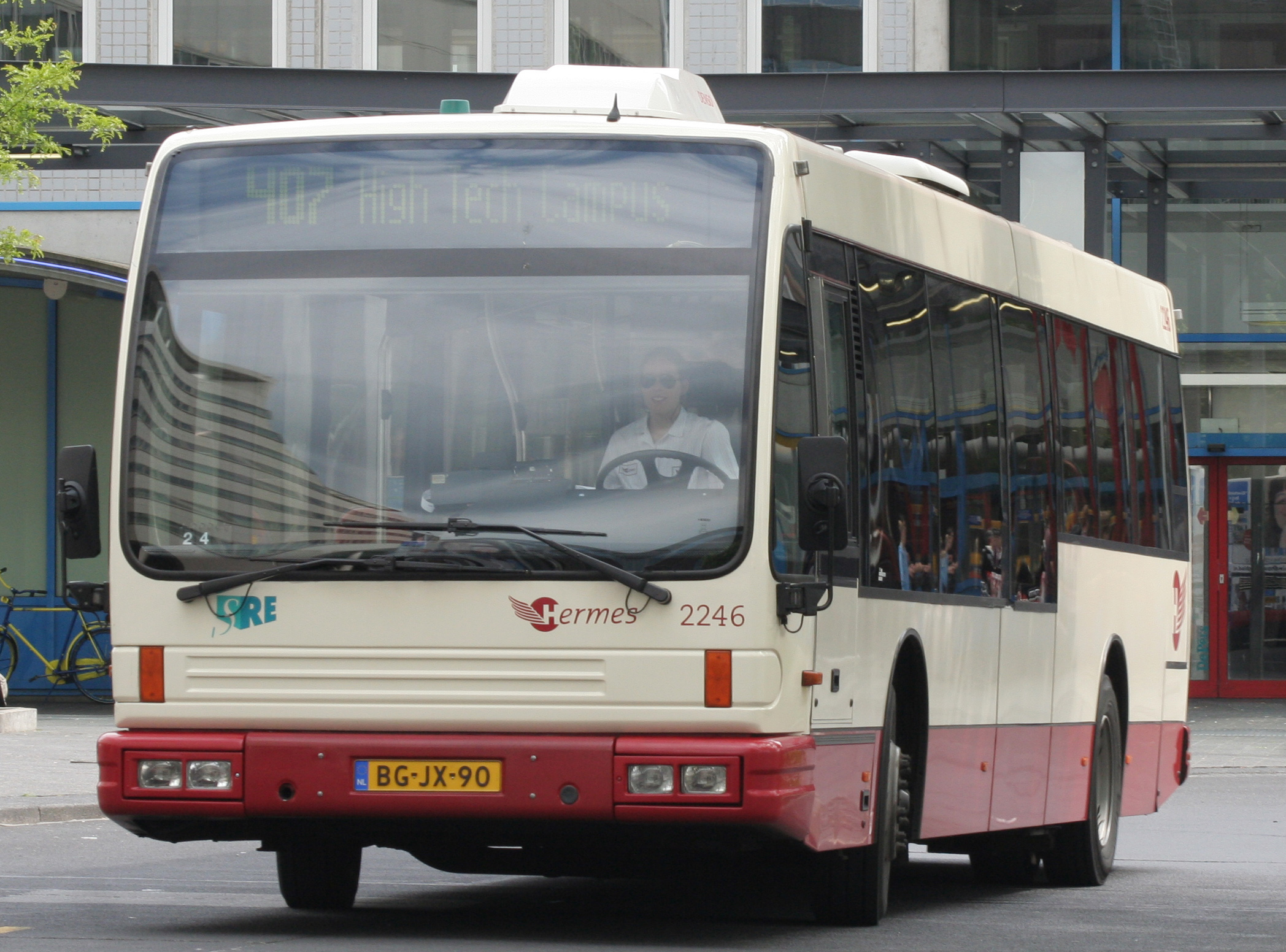
Ehemaliger Hermes Den Oudsten B96 Alliance Stadtbus aus Eindhoven

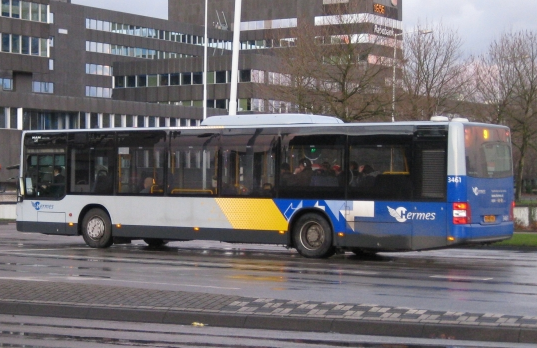
Neuer Hermes MAN Lion's City für den Stadtverkehr Eindhoven

Die Hermes Groep N.V. ist ein niederländisches Verkehrsunternehmen mit Sitz in Eindhoven.
Die Aufgaben sind der Betrieb des Stadt- und Regionalbusverkehr in Eindhoven und Helmond und Stadt- und Regionalbusverkehr in der Region um Nijmegen und Arnhem, in letzterer Stadt auch Betrieb mit Oberleitungsbussen. Von Arnhem nach Doetinchem wird ebenfalls eine Eisenbahnlinie betrieben. 

## Geschichte
Hermes entstand am 1. Januar 1995 als Fusion der Verkehrsbetriebe Zuidooster aus Gennep und Verenigd Streekvervoer Limburg (VSL) aus Heerlen. Der neue Hauptsitz lag in Weert. Hermes betrieb den Busverkehr im Südosten des Landes; im Süden Gelderlands, im Nordosten von Noord-Brabant, in der Region De Peel und außerdem den Stadtbusverkehr in Eindhoven im Gebiet der Plusregio Samenwerkingsverband Regio Eindhoven (SRE) und der ganzen Provinz Limburg (außer dem Stadtverkehr Maastricht). Durch öffentliche Ausschreibungen sind weite Teile seines Verkehrsgebietes verloren gegangen. Im Sommer 1995 verlor Hermes durch die erste öffentliche Ausschreibung den Regionalbusverkehr in der Limburgischen Region „Heuvelland“ (rund um Maastricht) an Vancom. Bis zum 25. August 2002 erbrachte Hermes Busverkehr im Osten der Provinz Noord-Brabant. Dieser wurde von BBA (seit 2001 Teil von Connex, nun Veolia Transport) übernommen und seit Januar 2007 durch Arriva. Hermes hatte bei beiden Ausschreibungen versucht die Konzession zu gewinnen. Im Süden von Gelderland, u. a. in der Region um Tiel, betrieb Hermes bis zum 5. Januari 2003 den Busverkehr. Seitdem verkehrt dort Arriva. Alle Anteile aus Limburg wurden an Connexxion verkauft, da Hermes nicht mehr in Limburg verkehrte, da seit Dezember 2006 dieser von Veolia Transport abgelöst wurde. Seit Dezember 2016 wird der komplette Regionalverkehr in der Provinz Limburg durch die Arriva betrieben. 
Am 28. Januar 2008 gab die Verwaltung der Plusregio Samenwerkingsverband Regio Eindhoven bekannt, dass Hermes den Betrieb des Busverkehrs für die Region bei der öffentlichen Ausschreibung gewonnen habe. Dadurch behielt Hermes den Verkehr rund um Eindhoven und Helmond und breitete sich ab dem 14. Dezember 2008 in die niederländische Region Kempen aus, wo BBA verkehrte. Für die neue Konzession würden neue Busse gekauft, die gesamte Flotte wurde erneuert. Für den Regionalbusverkehr wurden Busse des Typs VDL Berkhof Ambassador gekauft, für den Stadtbusverkehr in Eindhoven Busse des Typs MAN Lion’s City. Das Aussehen der Busse würde angepasst. Alle neuen Hermes-Busse bekamen zum großen Teil eine graue Lackierung mit Blau und Gelb. Zuvor waren die Regionalbusse weiß mit gelben und blauen Streifen, die Stadtbusse in Eindhoven hatten eine cremefarbig/rote Lackierung.
Bis zum 13. Dezember 2009 wurde in Zusammenarbeit mit Novio und Connexxion der Stadt- und Regionalbusverkehr in Nijmegen erbracht. Ab dem 13. Dezember 2009 erbrachte Novio nach öffentlicher Ausschreibung den Verkehr in der Region um Nijmegen und Arnhem unter dem Produktnamen „Breng“. Ab dem 9. Dezember 2012 übernahm Hermes wieder den Verkehr, ebenfalls unter dem Produktnamen „Breng“. Seit diesem Datum verkehrt auch eine Eisenbahnlinie von Arnhem nach Doetinchem bei Breng.
1995 war Hermes Teil der VSN-Groep, einer Holding, worin alle Busunternehmen in den Niederlanden untergebracht waren. Ab 1999 wurde Hermes beim neuen Verkehrsunternehmen Connexxion untergebracht. Die Provinz Limburg und einige Gemeinden aus Limburg hatten einen Minderheitsanteil. Im Jahr 2002 hatte das Unternehmen 1350 Beschäftigte, 454 Busse und ein Umsatzvolumen von 101,7 Millionen Euro.
Hermes ist seit 2007 zu 100 % ein Tochterunternehmen von Connexxion. Alle Anteile aus Limburg wurden an Connexxion verkauft, da Hermes nicht mehr in Limburg verkehrte. Der Hauptsitz wurde nach Eindhoven verlegt.
Seit dem Fahrplanwechsel vom 11. Dezember 2016 setzt Hermes unter dem Markennamen „Bravo“ (für Brabant vervoert ons) im Stadtverkehr Eindhoven 43 neue Elektro-Gelenkbusse von VDL (Typ Citea SLFA-181 Electric) ein. Bis 2024 sollen hier alle Dieselbusse durch weitere Elektrobusse ersetzt sein.